# L'Agence du Chandelier d'or
L'Agence du Chandelier d'or est un conte d'Auguste de Villiers de L'Isle-Adam qui parut pour la première fois dans Gil Blas le 18 août 1884.

## Résumé
Un article additionnel de la récente loi sur le divorce précise que « la femme légitime, surprise en flagrant délit d'inconstance, ne pourrait épouser son complice ». Ce correctif avait assombri le délicieux visages des dernières sentimentales de Paris.

Le major Hilarion des Nénufars, novateur de génie, a trouvé la parade en créant l'Agence du Chandelier d'or : moyennant quelques billets de banque, il organise un flagrant délit d'adultère FICTIF...

## Éditions
- L'Agence du Chandelier d'or dans Gil Blas, édition du 18 août 1884.
- L'Agence du Chandelier d'or, dans L'Amour suprême, 1886.

## Texte
La Légende de l’éléphant blanc (lire sur Wikisource)